# Bitka za Aachen
Bitka za Aachen bila je bitka između Sjedinjenih Američkih Država i Njemačke i prvi kopneni napad na tlo Njemačke u Drugom svjetskom ratu. Bitka je trajala od 2. listopada do 21. listopada 1944. Do rujna 1944. njemačke snage odbačene su natrag na njemački nacionalni teritorij nakon što su ih u Francuskoj porazili angloamerički Saveznici. Tijekom ratovanja u Francuskoj, njemački zapovjednici uočili su da je njemačka cjelokupna snaga u veličini od samo 25 divizija, u to vrijeme Wehrmacht je imao 74 divizije, što je značilo da su vojni gubitci bili ekstremni. Unatoč gubitcima, Nijemci su se uspjeli povući do Siegfriedove linije te djelomično prekriti gubitke. Loše obučeni i loše naoružani, novi njemački vojnici nisu bili u stanju obraniti njemačku granicu, ali utvrde na Siegfriedovoj liniji davale su im potporu. Prve borbe odvijale su se u Aachenu tijekom rujna. Zapovjednik obrane Aachena predložio je predaju Amerikancima, no njegovo pismo predaje uručeno je Adolfu Hitleru, koji je naredio njegovo uhićenje te njega i njegovu diviziju zamjenjuje 246. narodnom grenadirskom divizijom zapovjednika Gerharda Wilcka. Američka 1. armija grad je morala, ipak, uzeti silom.
Američki zapovjednici željeli su okružiti grad rabeći 1. i 30. pješačku diviziju, podržane dijelovima drugih divizija te zatim zauzeti grad koji će biti u potpunosti okružen. Grad je branjen od njemačkog LXXXI. korpusa koji je uključivao četiri pješačke divizije i nepotpune oklopne sastave. Tijekom bitke, Nijemci su primili 24 000 vojnika kao pojačanje u oklopnim i mehaniziranim jedinicama te dijelove 1. SS oklopne divizije. Iako nadmašeni brojem američkih vojnika, branitelji su uspjeli iskoristiti desetke bunkera i utvrda postavljenih oko grada.
Napad američke 30. pješačke divizije počeo je 2. listopada i odmah su ga slomili njemački branitelji. Zračno i topničko bombardiranje nije slomilo njemačku obranu te je, kao ishod, napad 30. pješačke divizije bio slomljen. Američka 1. pješačka divizija kreće u napad 8. listopada te uspijeva postići primarne ciljeve u roku od 48 sati. Međutim, kasnije će biti stisnuta zbog njemačkih protunapada. U međuvremenu, 30. pješačka divizija nastavila je sporo napredovanje te do 12. listopada i dalje nije bila u stanju pratiti 1. pješačku diviziju, pa je Aachen i dalje ostao neokružen. Kao ishod, 1. pješačka divizija uzela je 26. pukovniju kao pojačanje i krenula u izravni napad na sam grad, iako on nije bio okružen. Borbe za sam grad odvijale su se od 13. listopada do 21. listopada i odnijele su veliki broj života. Unatoč njemačkom otporu, pukovnik Wilck predao je grad Amerikancima 21. listopada i time okončao Bitku za Aachen. Između 2. i 21. listopada, američka 1. armija imala je 5000 mrtvih u Aachenu, dok su Nijemci imali 5000 mrtvih i 5600 ratnih zarobljenika.

## Pozadina
Do rujna 1944. Saveznici su dosegli njemačku granicu, koja je branjena ekstenzivnom Siegfriedovom linijom. Dana 17. rujna 1944., u pokušaju da zauzmu belgijsku luku Antwerpen i pregaze Rajnu, američko-britansko-poljske snage pokrenule su Operaciju Market Garden. Neuspjeh operacije Market Garden i problem s neodgodivom opskrbom uzrokovan velikom udaljenosti zbog brzog napredovanja saveznika kroz Francusku usporili su put Saveznika prema Berlinu. Njemački gubitci u Francuskoj bili su ogromni. Feldmaršal Walter Model ustanovio je da su njegove 74 divizije u snazi 25 divizija. Međutim, zaustavljanje savezničkog napredovanja zbog njihove opskrbne linije dalo je prednost Nijemcima da djelomično prekriju gubitke. Tijekom rujna, Vrhovno zapovjedništvo Wehrmachta opskrbilo je Siegfriedovu liniju s 230 000 vojnika, a od toga 100 000 novaka. Početkom rujna Nijemci su imali približno 100 tenkova, a do kraja mjeseca broj je porastao na 500 tenkova. Broj branitelja oko Siegfriedove linije stalno je rastao te su Nijemci uspjeli uspostaviti obrambenu liniju dužine 4.8 kilometara.
Dwight Eisenhower, američki general s četiri zvjezdice, zapovjednik Vrhovnog stožera savezničkih ekspedicijskih snaga (engleski: Supreme Headquarters Allied Expeditionary Force, SHAEF) odlučio je da će sljedeći saveznički cilj biti okupacija oblasti Ruhra, srca njemačke industrije. General George Patton i njegova 3. armija imali su zadatak zauzeti francusku regiju Lorenu, a general Courtney Hodges i njegova 1. armija dobili su naređenje da probiju borbenu liniju i zauzmu Aachen.
Grad i njegova okolica branjeni su Siegfredovom linijom koja se sastojala od nekoliko bunkerskih pojaseva i utvrda. U nekoliko područja njemačka obrana protezala se i po 10 km. Obrambena linija bila je branjena i ekstenzivnim minskim poljima, utvrdom Zmajev zub i bodljikavim žicama, čineći tako Siegfriedovu liniju "nesumnjivo najsnažnijom utvrdom koju je čovjek ikada napravio." S iskustvom s Istočnog bojišta, Nijemci su glavninu svoga otpora povukli u središte grada i tako smanjili mogućnost kretanja američkim mehaniziranim trupama. Unatoč niskoj kvaliteti njemačkih branitelja, utvrde koje su branile Aachen i Ruhr bile su ogromna prepreka Amerikancima. Za Amerikance je proboj bio od presudnog značaja jer je teren iza Aachena bio uglavnom ravnica, što bi dalo prednost američkim motoriziranim trupama.
Borbe oko Aachena započele su u rujnu, u razdoblju Nijemcima poznatom kao "Prva bitka za Aachen". U rujnu, grad Aachen branjen je 116. mehaniziranom divizijom, pod zapovjedništvom generala Gerharda von Schwerina. Blizina savezničkih snaga natjerala je gradsku vladu da pobjegne iz grada prije nego što je evakuacija civila bila gotova. Umjesto nastavka evakuacije, von Schwerin je odlučio predati grad Amerikancima. Unatoč pokušaju da preda grad, 13. rujna von Schwerinu je naređeno da pokrene protunapad na jugozapad gdje su se nalazile američke snage. Von Schwerin je tako i učinio s dijelovima svojih mehaniziranih snaga. Pokušaj njemačkog generala da preda grad postat će nevažan, pošto njegovo pismo o predaji nikada nije dostavljeno primatelju. Umjesto Amerikanaca pismo je čitao Hitler, koji je naredio generalovo uhićenje i zamijenio ga pukovnikom Gerhardom Wilckom. Američki 7. korpus nastavio je s ispitivanjem njemačke obrane unatoč otporu koji se pojavio između 12. i 13. rujna. Između 14. i 16. rujna američka 1. pješačka divizija nastavila je napredovanje unatoč učestalim njemačkim protunapadima i teškoj obrani koja je činila polumjesec u kojemu se nalazio grad. Sporo napredovanje bilo je zaustavljeno zbog nedostatka goriva i strjeljiva, čiji je nedostatak uzrokovan prekinutom opskrbnom linijom u korist operacije Market Garden.

## Usporedba snaga
Aachen nije bio vojno značajan jer nije bio veliko proizvodno središte, niti su ga bombardirali Saveznici. Međutim, ležao je u središtu puta američke 1. armije k Ruhru. Za Njemačku Aachen je bio simbol; ne samo da je prvi njemački grad kojega su Saveznici napali tijekom Drugog svjetskog rata, već je bio i prijestolnica Karla Velikog, utemeljitelja "Prvog Reicha". Hitler je smatrao Sveto Rimsko Carstvo Karla Velikog "Prvim Reichom". Kao ishod, Achen je bio od velike psihološke značajnosti za njemačke vojnike. Njemački branitelji znali su razliku između francuskih gradova koje su branili i onih njemačkih koje će braniti. Jedan njemački časnik je dao komentar na to: "Odjednom nismo više bili nacionalsocijalisti, bili smo njemački vojnici."

### Njemačke snage
Wehrmacht je iskoristio saveznički zastoj mobilizirajući 1. SS oklopnu diviziju, 2. SS oklopnu diviziju, 12. SS oklopnu diviziju, 9. oklopnu diviziju i 116. oklopnu diviziju. U listopadu, odgovornost obrane sektora Aachen preuzeo je general Friedrich Köchling i njegov LXXXI. korpus koji se sastojao od 183. narodne grenadirske divizije, 246. narodne grenadirske divizije, 12. pješačke divizije i 49. pješačke divizije. Ove divizije, potpomognute 506. oklopnom bojnom i 108. oklopnom brigadom, imale su 20 000 vojnika i 11 tenkova. Köchlingu je obećana i potpora 116. oklopne divizije i 3. mehanizirane divizije, što je bilo oko 24 000 vojnika. 246. narodna grenadirska divizija zamijenjena je 116. oklopnom divizijom u gradu Aachenu, dok su 183. narodna grenadirska divizija i 49. pješačka divizija branile sjeverne prilaze- Jug je branila 12. pješačka divizija. Dana 7. listopada, dijelovi 1. SS oklopne divizije krenuli su u obranu Aachena.
Pojačanje je njemačku obranu učinilo jačom no što je bila 1. rujna. Jedinice LXXXI. korpusa imale su teške gubitke. 12. pješačka divizija prepolovljena je između 16. i 23. rujna. Dok su njemačke pješačke divizije imale oko 15 000 – 17 000 vojnika na početku Drugog svjetskog rata, do kraja rata smanjene su na oko 11 000 – 13 000 vojnika. Narodne grenadriske divizije (njemački: Volksgrenadier) stvorene su od viška ljudstva. Prosječna veličina takvih divizija bila je 10 000 vojnika. No, četvrtina od svake takve divizije bili su nekadašnji veterani, dvije četvrtine bile su svježi novaci, dok je ostala jedna četvrtina bila sastavljena od pripadnika Luftwaffea i Kriegsmarina. Ove su divizije primale najnovija oružja, bile su u manjku topništva i motorizacije, što je onemogućavalo njihovo taktičko pomjeranje. 183. narodna grenadirska divizija bila je aktivna samo u rujnu, nikada nije obučavana kao jedinica, a smanjena je na broj od 643 vojnika. 246. narodna grenadirska divizija bila je uglavnom u istome stanju, s osobljem koje je većinom imalo deset dana pješačke obuke, a 49. pješačkoj diviziji bilo je odobreno da se opravi i prima novake.  LXXXI. korpus također je zapovijedao s 275. pješačkom divizijom, koja je povučena s obrambene linije nakon što je zadobila teške gubitke. No, sav nedostatak kojeg su Nijemci imali kod kvalitete trupa nadopunjen je snažnim utvrdama koje su uvelike pomagale njemačkim vojnicima u obrani.

### Američke snage
Zadatak da zauzme Aachen dobio je američki general Charles Corlett, njegov XIX. korpus i njegova 30. pješačka divizija te Joseph Lawton Collins, VII. korpus i njegova 1. pješačka divizija. General Leland Hobbs i njegova 30. pješačka divizija bili su potpomognuti 2. oklopnom divizijom koja je koristila udar 30. pješačke divizije, a njezina krila bila su zaštićena 29. pješakom divizijom. Na jugu, 1. pješačka divizija bila je podržana 9. pješačkom divizijom i 3. oklopnom divizijom. Ove divizije iskoristile su saveznički zastoj za obnavljanje, prihvaćajući velik broj pojačanja. Na primjer, 70% vojnika 1. pješačke divizije bili su pojačanje, a zadnja dva tjedna mjeseca rujna iskorištena su za obuku novaka za seoske i oružanu borbu. Nadolazeći napad je za obje divizije značio izbjegavanje gradskih borbi. Umjesto toga, ove dvije divizije pokušale su okružiti grad, dozvoljavajući tako malom broju trupa izravan napad na grad, dok bi ostatak snaga nastavio napredovanje ka istoku.
Amerikanci su bili u stanju popuniti svoje trupe za nekoliko tjedana, no nisu prolazili dovoljnu obuku. Kao ishod, Amerikanci su izgubili mnogo nižih časnika dok su izvršavali svoje dužnosti. Tankeri su dostizali u Europu prije nego što su tu bila vozila. Neki tenkovski zapovjednici morali su učiti kako puniti i pucati kroz tenkovski top na bojnome polju. Američki način zamjenjivanja temeljio se na kvantiteti, a ne na kvaliteti, pa je ogroman broj vojnika u borbi bio nekvalitetno obučen. Nije bila rijetkost za polovinu novaka da budu ranjeni odmah nakon prvog dana borbe.
Amerikanci su bili podržani 9. zrakoplovstvom koje je napadalo 75% bunkera postavljenih na obrambenoj liniji, a imalo je 360 bombardera i 72 lovca. Iza svakog leta čekali su ih svježi zrakoplovi. Njemački Luftwaffe nije bio prisutan tijekom bitke, a Nijemci su na obrambenoj liniji imali protuzrakoplovne topove kojima su se branili od otvorenog bombardiranja.

## Bitka
Šest dana prije početka napada savezničko je topništvo i zrakoplovstvo bombardiralo njemačke položaje. Teško bombardiranje prisililo je njemački LXXXI. korpus da ne pokreće nikakve planove, a bombardiranje bunkera i utvrda bilo je slabo učinkovito. Otvoreno bombardiranje 2. listopada također nije nanijelo veće štete njemačkoj obrambenoj liniji. 450 zrakoplova koji su u to vrijeme bombardirali nije uspjelo pogoditi niti jedan njemački bunker. Mogućnosti američkih zrakoplova da pogoršaju obranu smanjilo je savezničko topništvo koje je gađalo njemačke protuzrakoplovne topove i tako se stvarao tamni dim. Nakon što je zrakoplovstvo izvršilo svoju misiju, topništvo je nastavilo gađati obrambenu liniju ispalivši 18 696 granata iz 372 topa u samo nekoliko sati.

### Napredovanje sa sjevera (2-8. listopada)
30. pješačka divizija krenula je s napredovanjem 2. listopada, koristeći divizijsko topništvo koje je gađalo njemačke bunkere, prisiljavajući tako njemačke vojnike da glave drže nisko. U mukotrpnih pola sata borbe, Amerikanci su uspjeli zauzeti samo jedan bunker, no zauzeti drugi bunker je bilo nemoguće, jer su Nijemci već bili pokrenuli protunapad. Njemački otpor nije bio očekivan, a jedna američka satnija bila je uništena zajedno s njezinih 87 boraca. Druga satnija je izgubila 93 od 120 vojnika zbog njemačkog topništva. Napadači su ipak bili u stanju sporo pregaziti rijeku Wurm i tako su uspjeli susresti njemačke bunkere koje su napali bacačima plamena i eksplozivima. U poslijepodne 2. listopada, dijelovi 30. pješačke divizije uspjeli su probiti njemačku obranu i doseći grad Palenberg. Američki vojnici napadali su kuću po kuću u borbama čovjek na čovjeka borivši se golim rukama i granatama. Vojnik Harold Kiner odlikovan je Medaljom časti zbog gušenja njemačke granate koju je pritisnuo svojim tijelom i tako spasio živote ostale dvojice vojnika. Borbe u gradu Rimburgu bile su isto loše, pošto američki oklopnjaci nisu bili u stanju prijeći rijeku Wurm i tako nisu uspjeli podržati pješaštvu koje je napadalo srednjovjekovni dvorac. U prvom danu napredovanja, 30. pješačka divizija očistila je 50 njemačkih bunkera, često okružujući bunker i napadavši ga straga. Diviziji su pomoć pružali i diverzantski napadi 29. pješačke divizije na njezinu lijevom krilu, što je uvjerilo Nijemce da je to američki opći napad. U noći 2. listopada, njemačkoj 902. topničkoj bojni naređen je protunapad protiv 30. pješačke divizije, ali savezničko topništvo upropastilo je njemački napad i nije dopustilo da njemački protunapad natjera Amerikance u povlačenje.
Američki oklopnjaci su počeli napredovati 3. listopada, a napadačka linija bila je isprekidana nakon njemačkih protunapada. Grad Rimburg zauzet je drugi dan nakon ofenzive, ali borbe protiv njemačke obrane su se usporile — Američki M4 Sherman i 155mm-sko topništvo pucali su naslijepo u cilju da razruše njemačke bunkere. Borbe su dosegle i grad Übach, gdje su saveznički Sherman tenkovi u žurbi pokušali zauzeti grad, ali ih je stisnulo njemačko topništvo i protunapad njemačkih vojnika prije kraja dana. Američko topništvo nije dopustilo Nijemcima da ponovno preuzmu grad. Do kraja dana, prelazak preko rijeke Wurm i stvaranje mostobrana stajalo je američku 30. pješačku diviziju 300 mrtvih i ranjenih.
Njemačke snage su nastavile s protunapadima na grad Übach, nanoseći velike gubitke američkom topništvu i pješaštvu. No, protunapadi na Übach koštali su njemačke zapovjednike zato što su protunapadi zahtijevali vojnike s obrambene linije, slabeći tako prilaz Aachenu, no poremetili su američko napredovanje kojim bi napali Aachen. Dana 4. listopada, saveznički napad je ograničen. Okupirani su samo gradovi Hoverdor i Beggendorf, a izgubljeno je 1 800 vojnika u prethodna tri dana borbe. Napredak je tekao do 5. listopada, kada je 119. pukovnija 30. pješačke divizije okupirala Merkstein-Herbach. Dok su se borbe nastavljale, Nijemci su pokrenuli još jedan protunapad na Übach 6. listopada, ali bezuspješno, jer su američki vojnici još ostali u gradu. Njemački tenkovi nisu bili od pomoći jer su ih brojem nadmašili američki Sherman tenkovi. Nijemci su zaustavljali napredovanje i do zadnjega rova koristeći sve raspoloživo topništvo i zrakoplove. Kako je nestalo pojačanja, Nijemci su se našli u nezgodnom položaju, no, njemački general Köchling bio je u stanju mobilizirati odred Tiger I tenkova u grad Alsdorf u pokušaju da izjalovi američke ciljeve u pokušaju da napadnu sjevernu obranu Aachena.
Protunapad je krenuo 8. listopada. U njemu su sudjelovali jedna pješačka pukovnija 1. napadačke bojne, borbene skupine sastavljene od 108. oklopne brigade i 40 drugih oklopnih vozila. Protunapad je bio oslabljen pod udarima američkog topništva. Lijevo krilo protunapada uspjelo je uništiti cijeli američki vod, dok je sjeverno krilo dosegnulo put-spojnicu za grad Alsdorf. U to vrijeme, vod američkih Shermana podržavao je napad na Mariadorf i tada ih Nijemci napadaju straga. Nakon teške borbe, Shermani su uspjeli odbaciti Nijemce. Dva njemačka Sturmgeschütz IV i skupina pješaštva ušli su u Alsdorf, gdje su se našli pod snažnim protunapadom. Međutim, dva vozila za sječu drveća nekako su zaobišla američke tenkove, a njih je u konačnici napalo američko pješaštvo i otjeralo ih na početni položaj. Suočeni s rastućim žrtvama i neuspjesima, u pokušaju da odbaci Amerikance, njemačko Vrhovno zapovjedništvo mobiliziralo je 3. mehaniziranu diviziju u Aachen, u pokušaju da podrži gradsku obranu. Ovu diviziju slijedio je i I. SS oklopni korpus, koji se sastojao od 116. mehanizirane divizije, SS teške oklopne bojne 101 i dijela 1. SS oklopne divizije "Leibstandarte SS Adolf Hitler".

### Napredovanje s juga (8-11. listopada)
Na jugu, 1. pješačka divizija krenula je u napad 8. listopada s ciljem zauzimanja grada Verlautenheide i uzvisine 231 (nazvanu Crucifix Hill) u blizini grada Ravelsberga. Napadu 1. pješačke divizije prethodio je masovni napad topništva, što joj je dalo mogućnost da ispuni naređenja u kratkom roku. Na Crucifix Hillu, satnik Bobbie Brown, zapovjednik satnije C 18. pješačke divizije osobno je neutralizirao tri njemačka mitraljeska bunkera cijevnim eksplozivima te je, unatoč ranjavanju, nastavio vodit svoje vojnike, zbog čega je odlikovan Medaljom časti. Do 10. listopada, 1. pješačka divizija uspjela je izvršiti naređenja da se pomakne do naređenog mjesta gdje se trebala sastati s 30. pješačkom divizijom. Uspjeh je popraćen njemačkim protunapadom, usmjerenom ka uzvisini 231 koja je bila obilježena vatrenom svjetlošću. Borba je okončana s 40 mrtvih i 35 zarobljenih s njemačke strane. Unatoč učestalim njemačkim protunapadima i usporavanjem, 1. pješačka divizija ipak je uspjela zauzeti jednu uzvisinu i opkoliti Aachen.
Dana 10. listopada, 1. pješačka divizija dostavila je ultimatum njemačkim snagama u Aachenu, prijeteći da će bombardirati grad ako se gradski garnizon ne preda. Njemački zapovjednik je odbio ultimatum. Zbog toga je američko topništvo 11. listopada usmjerilo napad na grad ispalivši 5 000 granata. Aachen je također postao meta bombardiranja i američkim zrakoplovima.

### Susretanje dviju američkih divizija (11-16. listopada)
Američki gubitci su rasli zbog njemačkih napada i zbog američkih napada na bunkere. Njemački su branitelji, na primjer, noći 10. listopada proveli preuređujući prizemlja kuća u bunkere u gradu Bardenbergu. Američki napadači bili su prisiljeni na povlačenje. Dana 12. listopada, Nijemci su pokrenuli opći protunapad protiv američke 130. pješačke divizije. Njemački napad bio je upropašten američkim topništvom i utvrđenim protutenkovskim topovima koji su bili potpomognuti američkim tenkovima. U selu Birk, izbila je trosatna borba između njemačkih tenkova i jednog američkog Sherman tenka. Sherman je uspio uništiti Panzer IV i prisiliti drugi tenk na povlačenje, ali uskoro je napadnut s još više tenkova. Osamljenom američkom tenku u pomoć su kasnije stigli i drugi tenkovi iz 2. oklopne divizije te su uspjeli odbaciti njemačke napadače iz grada. 30. pješačka divizija uskoro se nalazila u ofenzivi koja se protezala diljem bojišnice. Unatoč traženjima za pomoć u obrani protiv njemačkih protunapada, diviziji je naređeno da se progura prema jugu i da sustigne 1. pješačku diviziju. U cilju da izvrše naređenje, dvije pješačke bojne iz 29. pješačke divizije dodane su 30. pješačkoj diviziji.
Isti dan, dvije njemačke pješačke pukovnije krenule su u protunapad protiv 1. pješačke divizije s ciljem da preuzmu Crucifix Hill 231. Borba je bila iscrpna, a dvije njemačke pukovnije privremeno su bile zauzele uzvisinu 231. Do kraja dana bile su demoralizirane i skoro uništene. Između 11. i 13. listopada 1. pješačka divizija i američki zrakoplovi bombardirali su Aachen, tukući mete najbliže američkim snagama. Dana 14. listopada, 26. pješačka pukovnija dobila je naređenje da očisti jednu industrijsku zonu u kutu grada i pokrene napad na sam Aachen. Sutradan, 15. listopada, Nijemci ponovno kreću u protunapad protiv 1. pješačke divizije, u cilju da prošire razmak između dvije američke hvataljke. Hrpa njemačkih napadača uništena je topništvom i zračnim napadima, no, velik broj njemačkih tenkova probio je američku liniju i bio je zaustavljen tek zračnim napadom. Sljedeći dan, Nijemci su pokrenuli protunapad s 3. mehaniziranom divizijom, ali nakon velikih gubitaka napad je obustavljen.
Između 13. i 16. listopada, 30. pješačka divizija, s elementima 29. pješačke divizije i 2. oklopne divizije nastavila je napredovanje ka jugu u sektoru sela Würselen. Podržani zrakoplovstvom, nisu uspjeli probiti njemačku obrambenu liniju i tako sustići ostale američke jedinice. Nijemci su iskoristili usko bojište napadajući američke snage topništvom, a američko napredovanje bilo je usporeno jer su Nijemci koristili kuće kao bunkere za tenkove i tako su iznenađivali američke pješake. General Hobbs, zapovjednik 30. pješačke divizije, odlučio je natkriliti njemačku obranu napadajući drugi sektor s dvije pješačke bojne. Napadi su bili uspješni, što je dopustilo 1. i 30. pješačkoj diviziji da se susretnu 16. listopada. Borbe su koštale XIX. korpus 400 mrtvih i 2000 ranjenih, sa 72% mrtvih i ranjenih iz 30. pješačke divizije. Nijemci također nisu prošli ništa bolje, do 14. listopada imali su 630 i 4400 ranjenih ili ubijenih vojnika; 3. mehanizirana divizija izgubila je i drugih 600 vojnika tijekom protunapada na 1. pješačku diviziju 16. listopada.

### Borba za grad (13-21. listopada)
Zbog neprestanih pokušaja u obrani protiv njemačkih protunapada i pokušaja da se okruži Aachen, američke snage nisu mogle rasporediti veći broj vojnika za napad na sam grad. Radi toga je 1. pješačka divizija napad na grad mogla dopustiti samo svojoj 26. pukovniji, koja je imala samo dvije raspoložive bojne od ukupno tri. 2. i 3. bojna 26. pješačke pukovnije bile su naoružane strojnicama i bacačima plamena, a prvo pojačanje im je bilo samo nekoliko tenkova i jedan 155mm-ski bacač. Grad je branjen s 5000 njemačkih vojnika, uključujući i preobraćenu mornaricu, zrakoplovstvo i gradsku policiju. Međutim, branitelji Aachena mogli su iskoristiti i desetke ulica koje su se nalazile u povijesnom središtu grada.
Napad 26. pješačke pukovnije počeo je 13. listopada, a davao je važan uvid u prirodu borbe. Američko pješaštvo našlo se u zasjedi njemačkih branitelja iz podzemlja, što je prisililo američke napadače da očiste svako mjesto prije upuštanja u daljnje napredovanje. Američki tenkovi nisu se mogli kretati u takvim ulicama, stoga Amerikanci nisu mogli računati na njihovu podršku. Njemački civili su evakuirani u vrijeme napredovanja 26. pješačke pukovnije, ali su Nijemci ipak ostajali u pozadini napredovanja. Uspjeh u Aachenu popraćen je zauzimanjem brojnih kuća, a napredovanje je bilo labavo. U cilju da zauzmu iskrpane gradske zidine, 26. pješačka pukovnija iskoristila je bacače i pucala naslijepo u cilju da razruši njemačku utvrdu. Bacači su dopustili pješaštvu zauzimanje kuće po kuću bez izlaska na otvorenu ulicu, gdje su se mogli naći pod neprijateljskom paljbom. Sherman tenkovi su se našli u zasjedi njemačkih protutenkovskih topova. Nakon toga, američki tenkovi i ostala oklopna vozila oprezno su nastavili napredovati, često pucajući u građevine ispred njih, osiguravajući tako prolaz pješaštvu od mogućih branitelja. Napadani od strane američkih zrakoplova, njemački vojnici koristili su kanalizaciju i tako zaobilazili američke sastave napadajući ih straga. Njemački otpor bio je žestok, pošto su pokretali male protunapade i koristili oklopna vozila u ometanju američkog napredovanja.
Dana 18. listopada, 3. bojna 26. pješačke pukovnije pripremila je napad na Hotel Quellenhof, koji je bio jedna od zadnjih točaka otpora u gradu. Američki tenkovi i topovi su pucali na hotel koji je bio stožer gradske obrane, a pucano je na slijepo i iz velike udaljenosti. Te noći, 300 vojnika 3. bojne je bilo raspoloživo napasti hotel i poraziti obranu hotela. Bijesni njemački protunapad uspio je pregaziti pješaštvo ispred hotela i tako privremeno zaustaviti pritisak na Hotel Quellenhof prije nego što su na njih otvorili paljbu iz minobacača.
Dva su događaja prethodila konačnom američkom napadu na hotel. S ciljem da smanje gubitke, američko zapovjedništvo odlučilo je baražnom paljbom iz 155mm-skih topova zasuti njemačka uporišta. Također, u želji da pomogne 1. pješačkoj diviziji, bojna 110. pješačke pukovnije 28. pješačke divizije pomaknuta je u sektor V. korpusa 18. listopada tako da popuni prazninu između elemenata 26. pješačke pukovnije unutar grada. Obrambena svrha ove bojne promijenjena je između 19. i 20. listopada, a nova svrha joj je bila da dadne blisku podršku urbanom napadu, pa je tako sudjelovala kao zamjena potrošenoj bojnoj ove pukovnije. Dana 21. listopada, vojnici 26. pješačke pukovnije, potpomognuti 110. pješakom pukovnijom, napokon su zauzeli središte Aachena; taj dan je obilježen i kao predaja posljednjeg garnizona u Hotelu Quellenhofu, čime je okončana bitka za Aachen.

## Ishod
Bitka za Aachen podjednako je koštala i Nijemce i Amerikance. Prvi su imali 5000 mrtvih i 5600 ratnih zarobljenika, a potonji 5000 mrtvih.  Od 2. listopada 1944., 30. pješačka divizija izgubila je 3000 vojnika, ranjenih i ubijenih, dok je 1. pješačka divizija imala 1350 žrtava, 150 ubijenih i 1200 ranjenih. Nijemci su imali 5100 žrtava i 3473 ratna zarobljenika. U tijeku bitke, Wehrmacht je izgubio dvije cijele divizije, a preostalih osam je pretrpjelo teške gubitke, uključujući i tri nove pješačke divizije te jednu oklopnu diviziju. Ovo je primjer toga kako su se borili. U žestoke protunapade bilo je uključeno 20 bojni samo na 30. pješačku diviziju, prosječno po svakom protunapadu bile su upotrijebljene dvije pukovnije. Tijekom bitke, Nijemci su uvidjeli borbene mogućnosti američkih snaga, opažajući njihovu mogućnost napadanja s velike udaljenosti topništvom i oklopnim vozilima. Obje, i 1. i 30. pješačka divizija, primile su Predsjednički citat za jedinice za svoje djelovanje u Aachenu.
Međutim, njemački otpor u Aachenu poremetio je savezničko napredovanje ka istoku. Poslije bitke u Aachenu, 1. armija zapadnih Saveznika imala je teške zadatke da zauzme brojne brane iza Hürtgenske šume, koje su mogle pomoći Nijemcima da poplave prolaze za Berlin. To će dovesti do Bitke za Hürtgensku šumu, koja se pokazala mukotrpnijom od Bitke za Aachen.
Za gradonačelnika okupiranog Aachena, koji se nakon uzeće nalazio u Američkoj okupacijskoj zoni, 31. listopada 1944. postavljen je Franz Oppenhoff. Mjesec dana do završetka rata, 25. ožujka 1944., ubili su ga njemački komandosi zbog suradnje s neprijateljem.

## Vanjske poveznice
Sestrinski projekti
|  | Zajednički poslužitelj ima još gradiva o temi Bitka za Aachen |